# Шахта Мпоненг
Шахта Мпоненг (Mponeng) — самая глубокая шахта в мире. Её глубина — 3777 м (по другим данным, достигает 4 км). Основная добываемая руда — золото. Расположена близ Йоханнесбурга в Южно-Африканской республике. В будущем золотодобытчики намерены прорыть её ещё глубже. Принадлежит компании «Anglogold Ashanti». 
Известна тем, что в 2002 году учёные нашли в её глубинах полностью изолированный штамм бактерии-экстремофила Candidatus Desulforudis audaxviator, поддерживавшей жизнедеятельность за счёт радиоактивных руд.